# L’Indépendant (Burkina Faso)
L’Indépendant ist eine Wochenzeitung aus Burkina Faso. Sie erscheint jeweils dienstags in Ouagadougou.
Der Indépendant wurde 1993 von Norbert Zongo, dem prominentesten Journalisten Burkina Fasos, gegründet, der als Chefredakteur und Herausgeber bis zu seinem Tod im Jahr 1998 den Indépendant maßgeblich formte und bis heute prägt.

## Redaktionelle Linie
Der Name ist Programm, l’Indépendant – zu Deutsch die Unabhängige – ist die mit Abstand kritischste und eben unabhängigste Zeitung Burkina Fasos. Nach dem gewaltsamen Tod von Norbert Zongo wurde sie zu einem nationalen Symbol für Pressefreiheit, Menschenrechte und Demokratie.
Diese Bedeutung setzt denn auch die thematischen Schwerpunkte des Indépendant: Prominenteste Themen sind die Wahrung der Menschenrechte und die Bekämpfung von Vetternwirtschaft und Korruption in Burkina Faso, wobei immer ein besonders scharfer Blick auf den Präsidenten Blaise Compaoré und seine Entourage gerichtet ist. Im Gegensatz zu den meisten anderen Tages- und Wochenzeitungen in Burkina Faso hat sich der Indépendant dem investigativen Journalismus verschrieben und nimmt auch große Risiken bei Recherchen in Kauf.
Obwohl die hohe journalistische Qualität des Indépendant nach dem Tod Zongos nicht gehalten werden konnte, zählt der Indépendant immer noch zu den wichtigen Qualitätszeitungen Westafrikas.